# Der Neger In Mir
Der Neger In Mir – EP niemieckiego rapera B-Tight. Album promował niskobudżetowy klip Der Neger.
1. Intro
2. MV
3. Rapstars 1
4. Der Neger
5. Plan B feat. Sido, Bushido, Bendt
6. Rapstars 2
7. Tanz
8. Samba feat. Sido
9. Rapstars 3
10. Hasse Dich